# Mittlerer Weinschwärmer

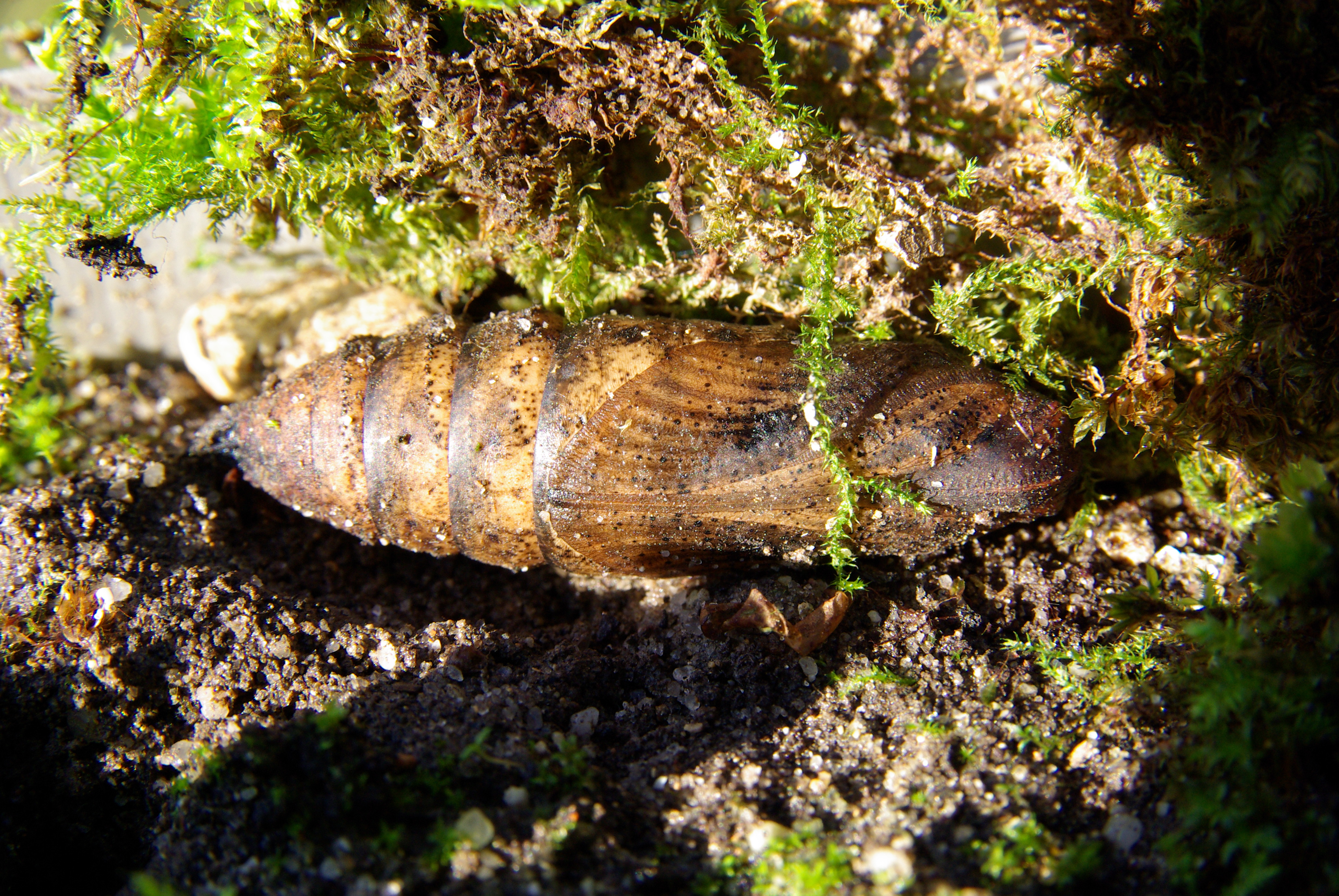
Puppe des Mittleren Weinschwärmers

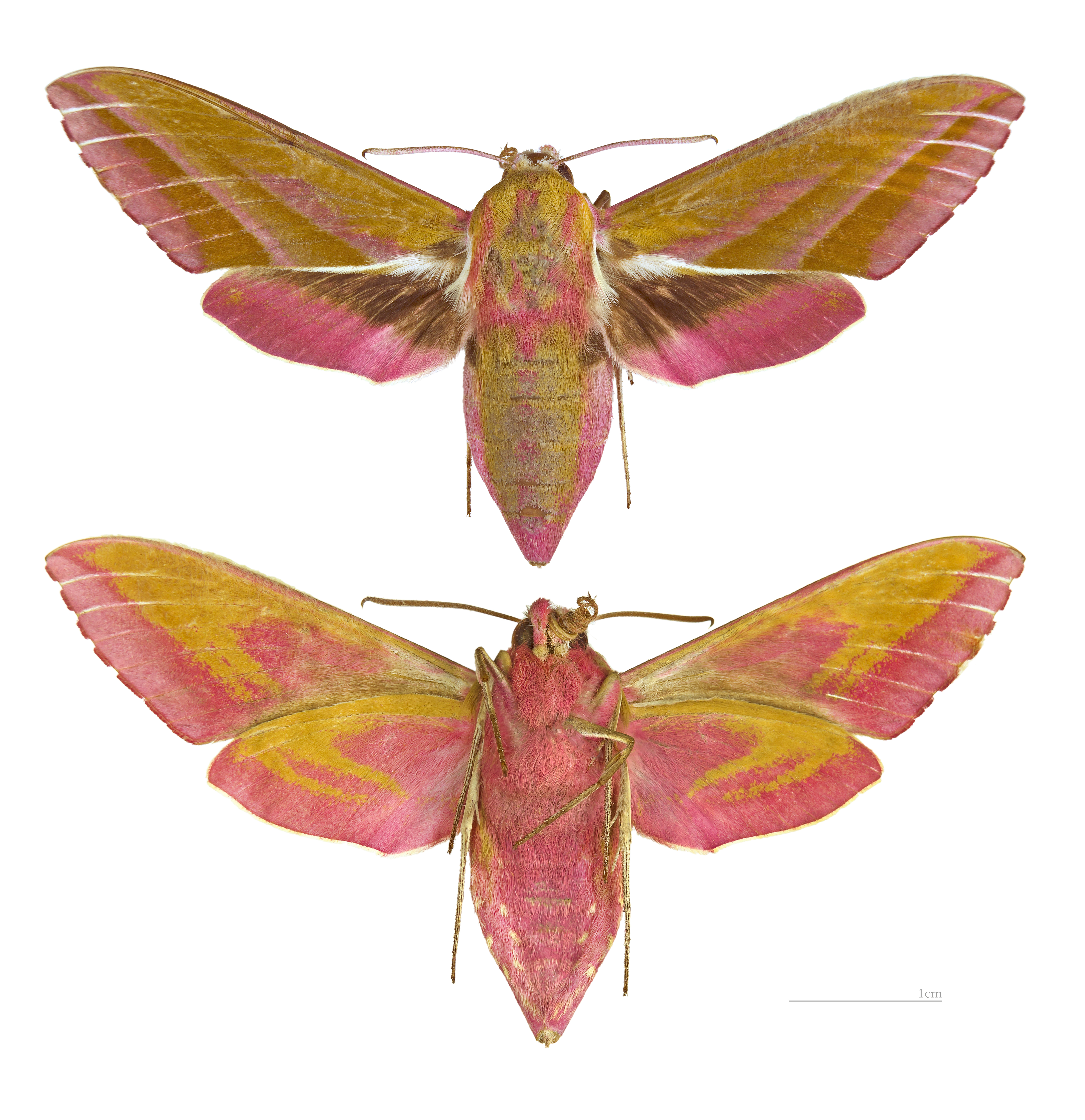
Mittlerer Weinschwärmer

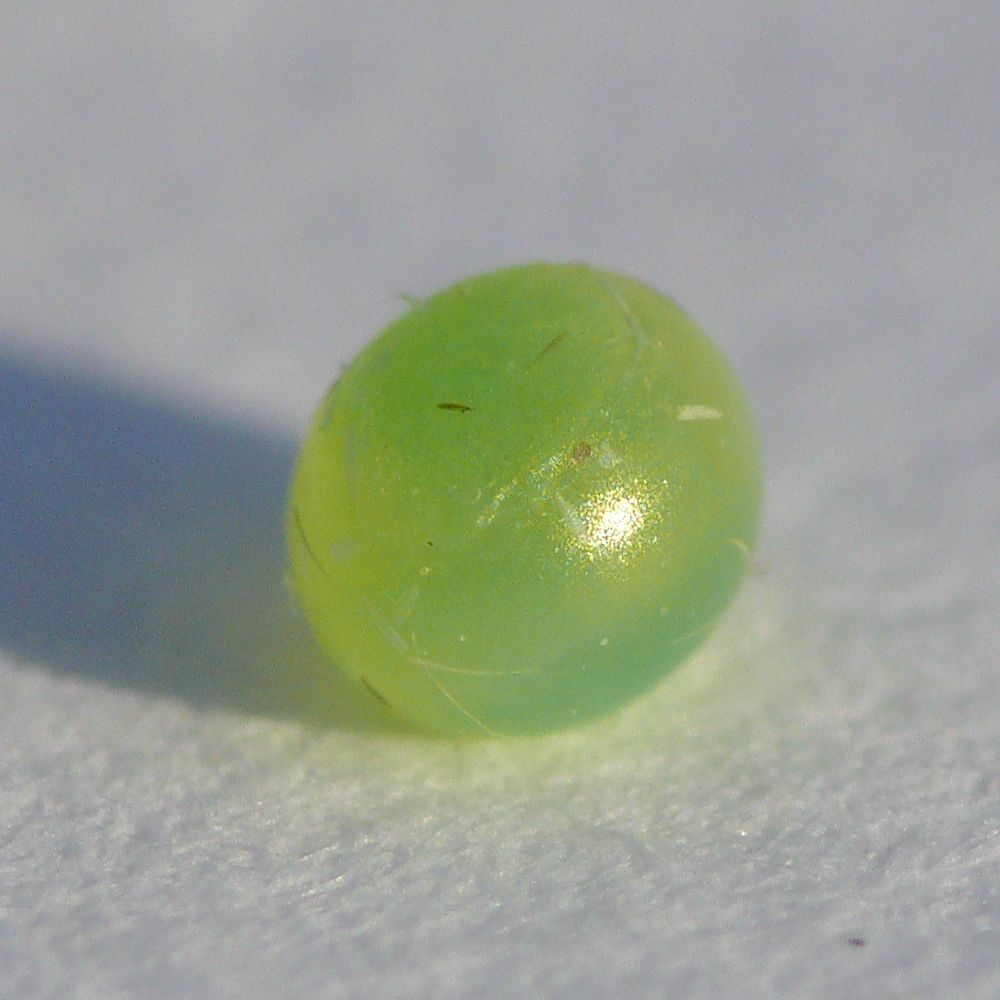
Ei des Mittleren Weinschwärmers

Der Mittlere Weinschwärmer (Deilephila elpenor) ist ein Schmetterling (Nachtfalter) aus der Familie der Schwärmer (Sphingidae). Nach dem englischen Trivialnamen (large) elephant hawk moth wird er gelegentlich auch (Großer) Elefantenfalter genannt.

## Merkmale
Die Falter erreichen eine Flügelspannweite von 45 bis 60 Millimetern. Sie haben olivgrüne Vorderflügel, bei denen der Flügelvorderrand dünn pink gefärbt ist und auf denen drei pink bis blass violette, leicht schräge Binden erkennbar sind. Die erste verläuft etwa nur bis zur Hälfte des Flügels. An sie grenzt ein sehr kleiner, punktförmiger, weißer Diskoidalfleck an. Die zweite, nahe dem Flügelaußenrand und die dritte direkt auf diesem Rand enden beide in der Flügelspitze. Die Hinterflügel sind pink und haben am Ansatz eine schwarze Binde (Basalbinde). Der Körper ist olivgrün und pink gefärbt, wobei entlang der Mitte des Hinterleibs eine ebenfalls pink gefärbte Längslinie verläuft und der stark behaarte Thorax abwechselnd in den beiden Grundfarben längsgestreift ist. Die Fühler, Beine und teilweise der Vorderflügelinnenrand sind weiß gefärbt.
Die Raupen werden ca. 80 Millimeter lang. In jüngeren Stadien sind die Raupen grün, in späteren Stadien wechseln sie ihre Farbe zu braun, bis sie kurz vor der Verpuppung braunschwarz sind. Der kleine, eher unauffällige Kopf wird bei Gefahr gemeinsam mit den Thoraxsegmenten in das erste und zweite Hinterleibssegment eingezogen. Diese sind verdickt und haben auf jeder Seite zwei deutlich hervortretende Augenflecken, welche das Tier bedrohlich erscheinen lassen (Mimikry). Diese haben im Gegensatz zu den sehr ähnlichen Raupen des Kleinen Weinschwärmers nur an der Oberkante eine helle Randung. Auch das auf dem Hinterleibsende sitzende Analhorn ist länger und spitz zulaufend, statt nur höckerartig angedeutet.
Bei Beunruhigung ahmt die Raupe die Bewegungen einer Schlange nach, indem sie ihr Vorderteil mit den Augenflecken nach links und rechts wendet.

Raupe des Mittleren Weinschwärmers
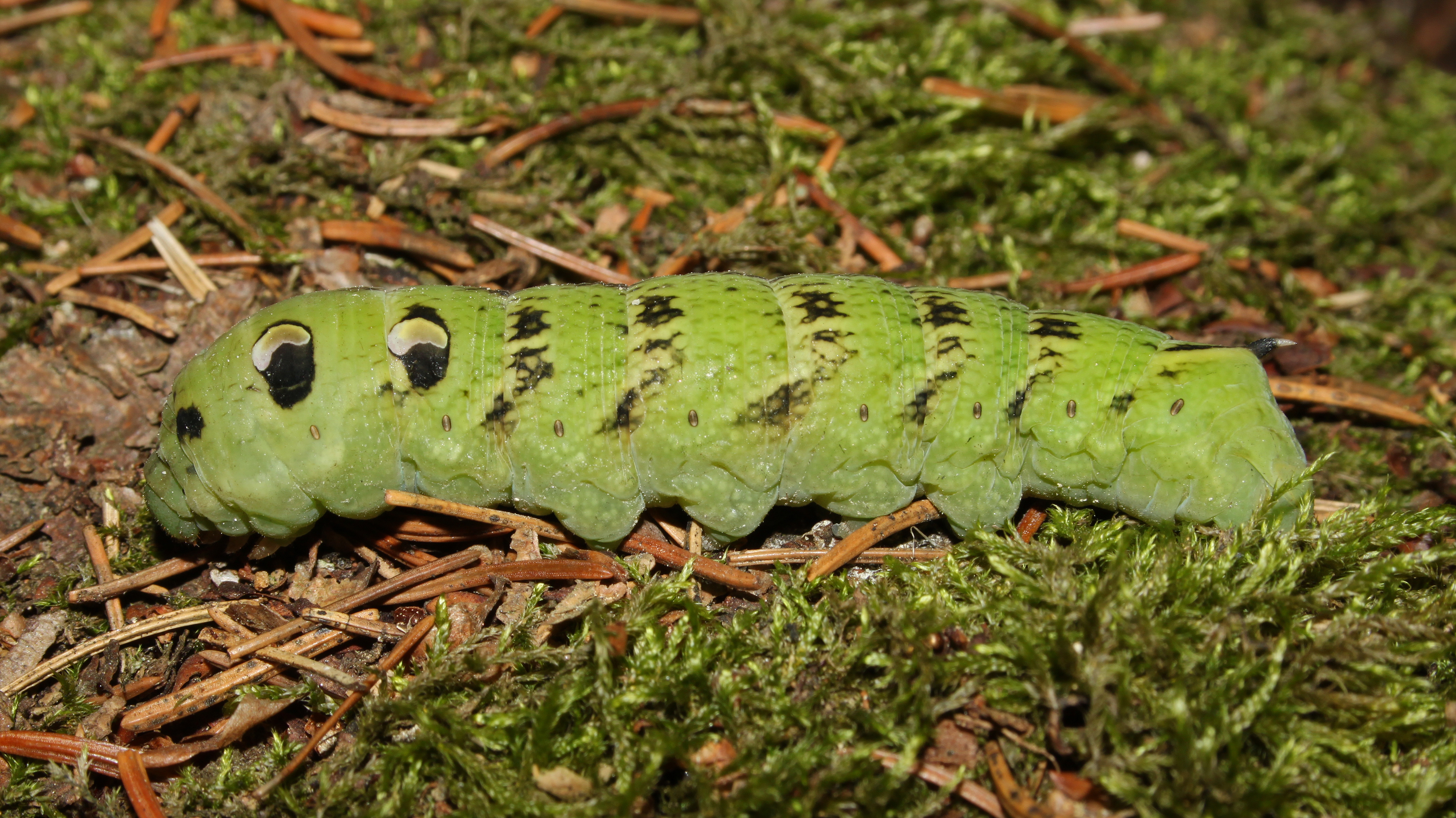
Grüne Farbvariante
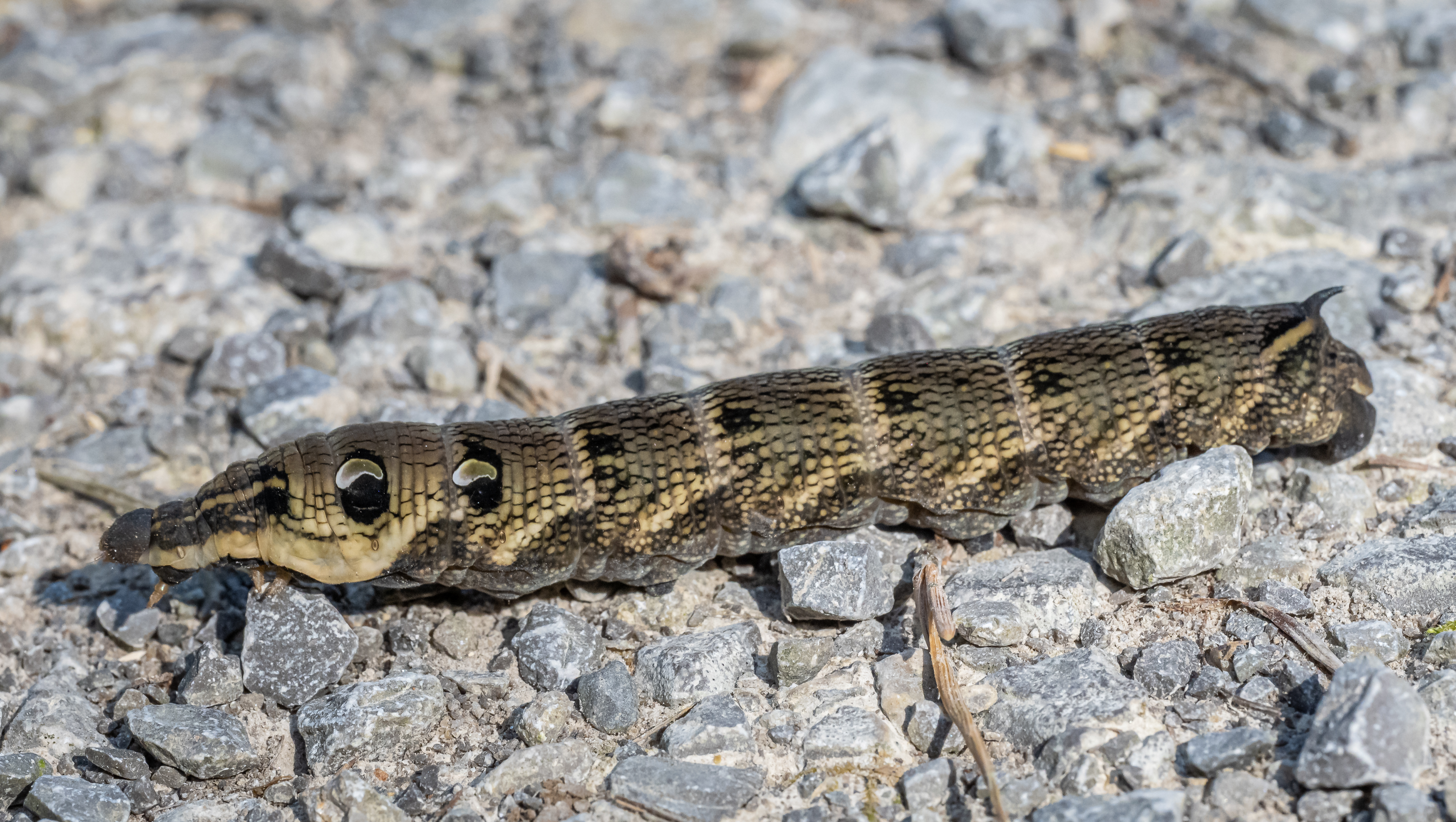
Braune Farbvariante
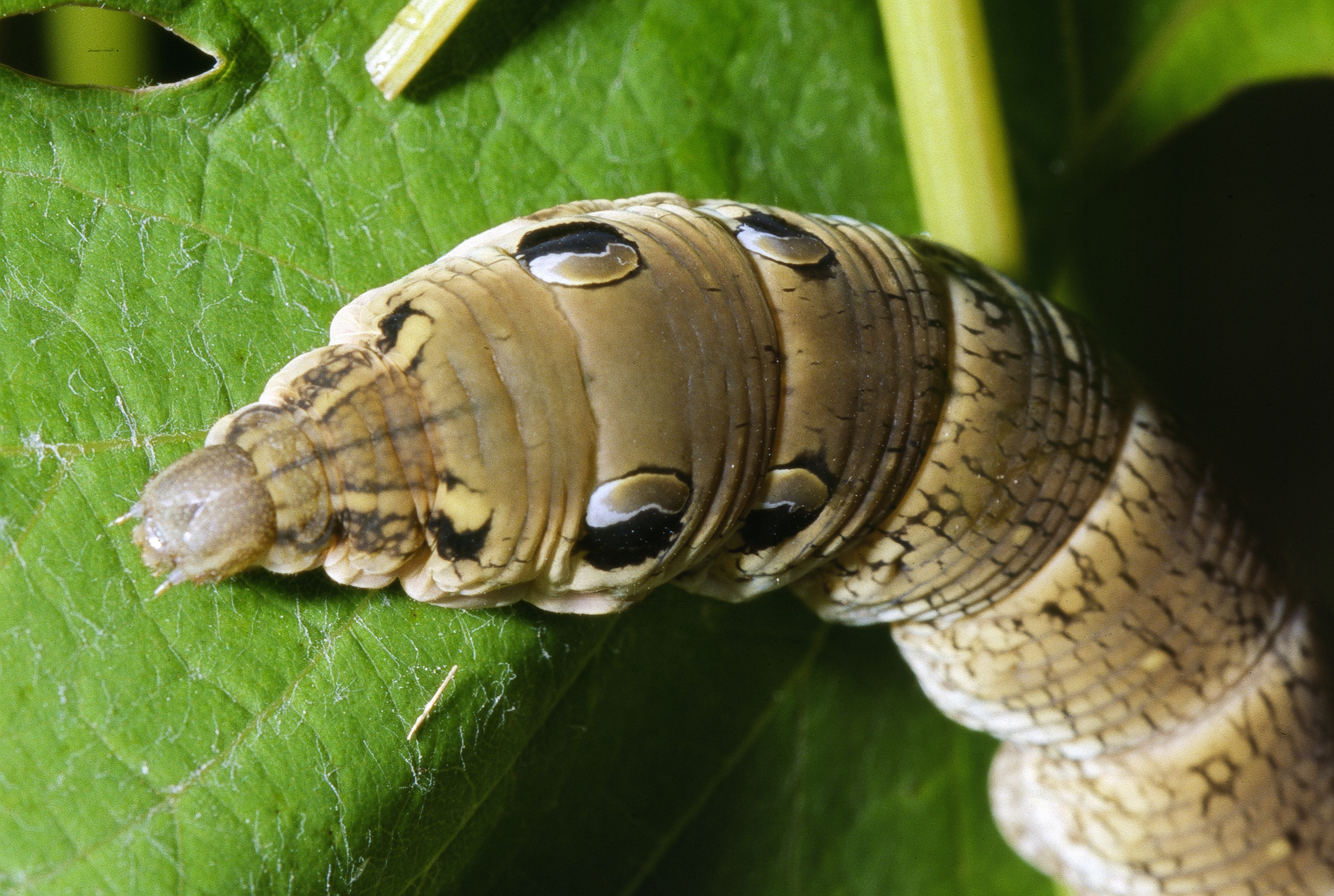
Kopf und Thorax der Raupe
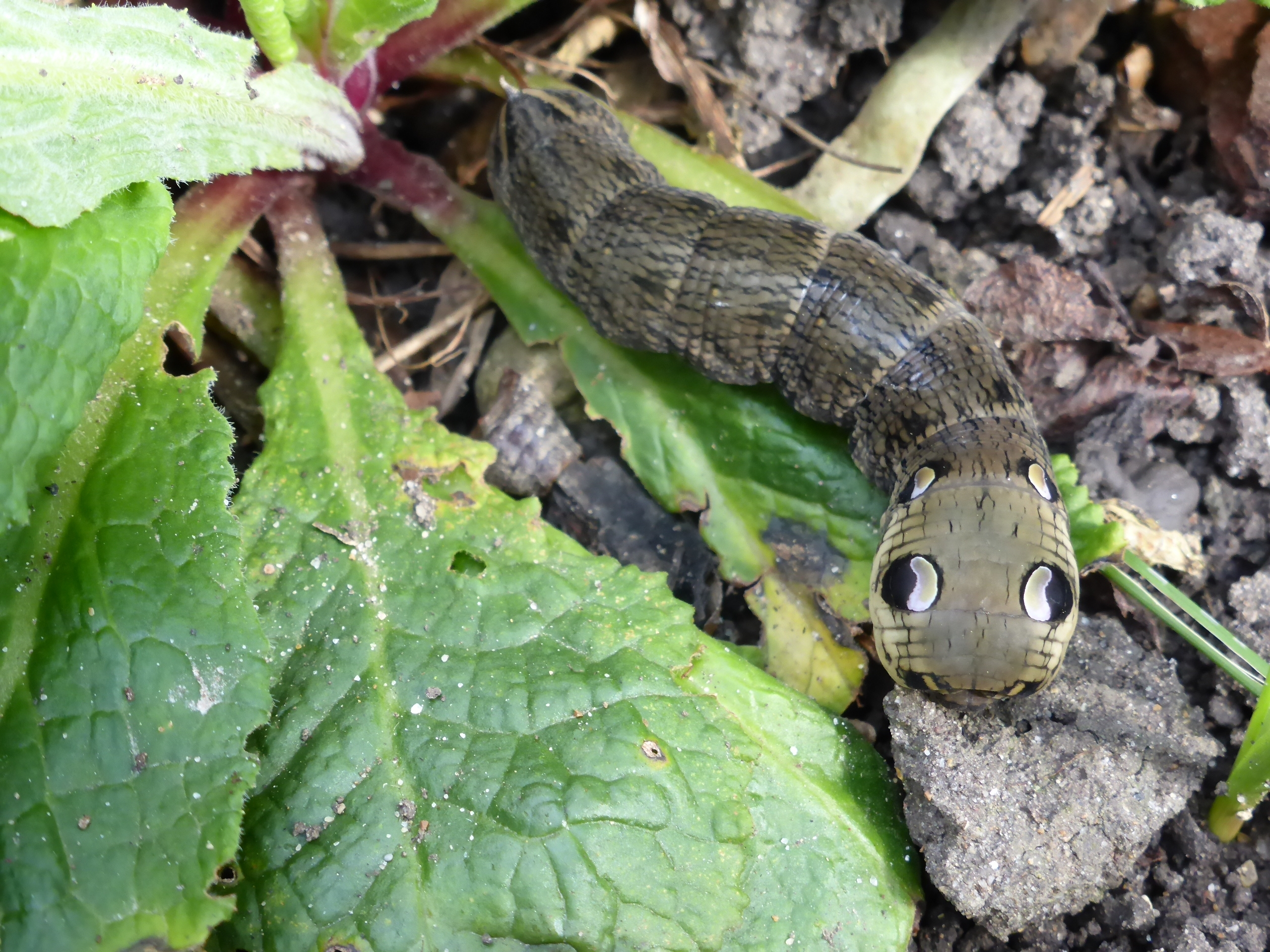
Nachahmungseffekt der Augenflecken
- Video des Mittleren Weinschwärmers

### Ähnliche Arten
- Kleiner Weinschwärmer (Deilephila porcellus)

### Synonyme
- Sphinx elpenor Linnaeus, 1758 Syst. Nat. (Edn 10) 1: 491[1]
- Chaerocampa lewisii Butler, 1875 Proc. zool. Soc. Lond. 1875: 247[1]
- Sphinx porcus Retzius, 1783 Genera et Species Insect. : 34[1]
- Pergesa szechuana Chu & Wang 1980[2]

## Vorkommen
Die Tiere kommen in ganz Europa mit Ausnahme des hohen Nordens und in Asien, östlich bis nach Japan vor. In Mitteleuropa ist es die am häufigsten vorkommende Art der Schwärmer.
Sie leben in feuchten Gegenden, wie z. B. in Auwäldern, oder an Gewässern, aber auch in Parks und Gärten.

## Lebensweise
Die nachtaktiven Falter fliegen Blüten zum Nektarsaugen an.

### Flug- und Raupenzeiten
Die Falter fliegen in einer Generation von Mitte Mai bis Juli, die Raupen findet man von Mitte Juni bis August. In heißen Jahren bzw. im Süden kann im August und September eine unvollständige zweite Generation auftreten.

### Nahrung der Raupen
Die Raupen ernähren sich vor allem von Weidenröschen wie z. B. Schmalblättrigem Weidenröschen (Epilobium angustifolium), daneben auch an verschiedenen Springkräutern, hin und wieder auch an Fuchsien (Fuchsia), Gewöhnlichem Blutweiderich (Lythrum salicaria) und Gemeiner Nachtkerze (Oenothera biennis).

## Entwicklung
Die Weibchen legen ihre blassen Eier einzeln oder in kleinen Gruppen an der Unterseite der Blätter der Futterpflanzen ab. Am Tag verstecken sich die daraus schlüpfenden Raupen und fressen nur nachts. Erwachsene Raupen fressen aber auch am Tag. Sie verpuppen sich am Boden in einem lockeren Gespinst zwischen Pflanzenteilen. Die Puppen sind im Gegensatz zu anderen Schwärmerpuppen stark gekörnt und außerdem zwischen den Segmenten gezähnt. Die Falter schlüpfen nach der Überwinterung.